# Alkmaar Zaanstreek 2005-2006
Questa voce raccoglie le informazioni riguardanti l'Alkmaar Zaanstreek nelle competizioni ufficiali della stagione 2005-2006.

## Organigramma societario

### Staff tecnico
| Allenatore: | Louis van Gaal |

## Rosa
| N. |                        | Ruolo | Calciatore          |
| -- | ---------------------- | ----- | ------------------- |
| 1  | Paesi Bassi (bandiera) | P     | Henk Timmer         |
| 2  | Paesi Bassi (bandiera) | A     | Kew Jaliens         |
| 3  | Paesi Bassi (bandiera) | D     | Joris Mathijsen     |
| 4  | Paesi Bassi (bandiera) | D     | Barry Opdam         |
| 5  | Paesi Bassi (bandiera) | D     | Tim de Cler         |
| 6  | Paesi Bassi (bandiera) | C     | Denny Landzaat      |
| 7  | Georgia (bandiera)     | A     | Shota Arveladze     |
| 8  | Paesi Bassi (bandiera) | D     | Michael Buskermolen |
| 9  | Belgio (bandiera)      | A     | Stein Huysegems     |
| 10 | Paesi Bassi (bandiera) | C     | Barry van Galen     |
| 11 | Danimarca (bandiera)   | A     | Kenneth Perez       |
| 12 | Finlandia (bandiera)   | D     | Juha Reini          |
| 14 | Paesi Bassi (bandiera) | C     | Demy de Zeeuw       |

| N. |                                 | Ruolo | Calciatore       |
| -- | ------------------------------- | ----- | ---------------- |
| 15 | Marocco (bandiera)              | A     | Tarik Sektioui   |
| 16 | Paesi Bassi (bandiera)          | P     | Theo Zwarthoed   |
| 17 | Paesi Bassi (bandiera)          | C     | Martijn Meerdink |
| 18 | Islanda (bandiera)              | D     | Grétar Steinsson |
| 19 | Marocco (bandiera)              | A     | Adil Ramzi       |
| 20 | Nigeria (bandiera)              | A     | Pius Ikedia      |
| 21 | Paesi Bassi (bandiera)          | A     | Danny Koevermans |
| 22 | Paesi Bassi (bandiera)          | C     | Danny Mathijssen |
| 23 | Paesi Bassi (bandiera)          | C     | Stijn Schaars    |
| 24 | Bosnia ed Erzegovina (bandiera) | C     | Haris Medunjanin |
| 25 | Paesi Bassi (bandiera)          | C     | Rogier Molhoek   |
| 26 | Paesi Bassi (bandiera)          | C     | Kees Luyckx      |